# Juan José Estrada

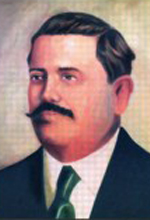
Juan José Estrada

Juan José Estrada Morales (* Januar 1872 in Managua, Nicaragua; † 11. Juli 1947 ebd.) war ein nicaraguanischer General und von 1910 bis 1911 Präsident des Landes.

## Leben
Juan José Estrada war von José Santos Zelaya von der Partido Liberal als Gouverneur für das Departamento Zelaya eingesetzt worden. Durch den US-Konsul in Bluefields, Thomas P. Moffatt wurde Estrada die Unterstützung durch die US-Regierung für einen Aufstand gegen Zelaya zugesichert. Er führte anschließend aufständische Truppen gegen Regierungstruppen.
Estrada errang die Präsidentschaft mit politischer Rückendeckung der USA, die ihm bei der Rebellion gegen General Zelaya Hilfestellung leisteten. In den Wirren der Zelaya-Nachfolgekämpfe an die Macht gekommen, rief er zur Wahl einer verfassungsgebenden Versammlung auf, welche ihn gleich am Tage ihrer Konstituierung, am 1. Januar 1911, zum verfassungsmäßigen Präsidenten pro tempore für eine Periode von zwei Jahren wählte. Er wurde allerdings von seinen konservativen Kampfgenossen daran gehindert seine Amtszeit zu vollenden. Seine Nachfolge trat Adolfo Díaz an.